# Dantes Tsitsi
Dantes Ingin Tsitsi – nauruański polityk, były członek parlamentu.
Tsitsi startował m.in. w wyborach parlamentarnych z  2004, 2008, 2010 (kwiecień) i z 2010 (czerwiec). Mandat poselski uzyskał w 2008 roku. W następnych wyborach uzyskał reelekcję, jednak w kolejnych stracił miejsce w parlamencie.